# Feuerschiff LV 13
Das Feuerschiff LV 13 (englisch: Lightvessel No.13) war ein englisches Feuerschiff, das von 1952 bis 1989 auf wechselnden Feuerschiff-Positionen um England positioniert war. Es wurde 1952 für Trinity House durch Philip & Son Ltd in Dartmouth, England gebaut. Heute wird es als schwimmendes Restaurant-, Hotel- und Museums-Schiff an der Elbe im City Sporthafen Hamburg betrieben.

## Geschichte
Das Schiff wurde 1952 im Auftrag der britischen Seefahrtsbehörde von der britischen Werft Philip & Son Ltd in Dartmouth, England gebaut. Es hat eine Länge von 119 ft, eine Breite von 25 ft, einen Tiefgang von 15 ft.
Das Feuerschiff lag, wie weit über 30 weitere derartige Feuerschiffe, auf Stationen rund um die Britischen Inseln, an besonders markanten Orten, wie Flussmündungen, Untiefen und Felsen, die von den landseitig errichteten Leuchttürmen nicht erreicht werden konnten. Zuletzt versah das Feuerschiff seinen Dienst auf der Station Humber an der englischen Nordseeküste vor der Mündung des Humber und wurde 1988 abgezogen, durch eine Großtonne ersetzt und als Reserve-Feuerschiff in Harwich stationiert. Am 10. März 1989 erfolgte die Außerdienststellung. Wie weitere Feuerschiffe, die im Zuge der Automation durch Trinity House ausgemustert wurden, standen sie zum Verkauf. Der Hamburger Kapitän Wulf Hoffmann kaufte es für £30.000 und ließ es im Juni 1991 mit dem Kümo Gertje auf die Schiffswerft Jöhnk nach Harburg schleppen. Dort erfolgten Restaurierung / Umbau und nachfolgende Verlegung zum Liegeplatz im Stadthafen von Stade.

## Verwendung heute
Seit 1993 liegt LV13 an der Elbe in Hamburg. Rund 150.000 Gäste kommen pro Jahr und mehr als 200 geschlossene Veranstaltungen finden an Bord in jedem Jahr statt. Das Feuerschiff ist heute ein beliebtes Museums-, Gastronomie-, Hotel- und Kulturschiff in exponierter Lage am Baumwall/Vorsetzen.

Bilder vom englischen Feuerschiff No.13 im Hamburger Hafen
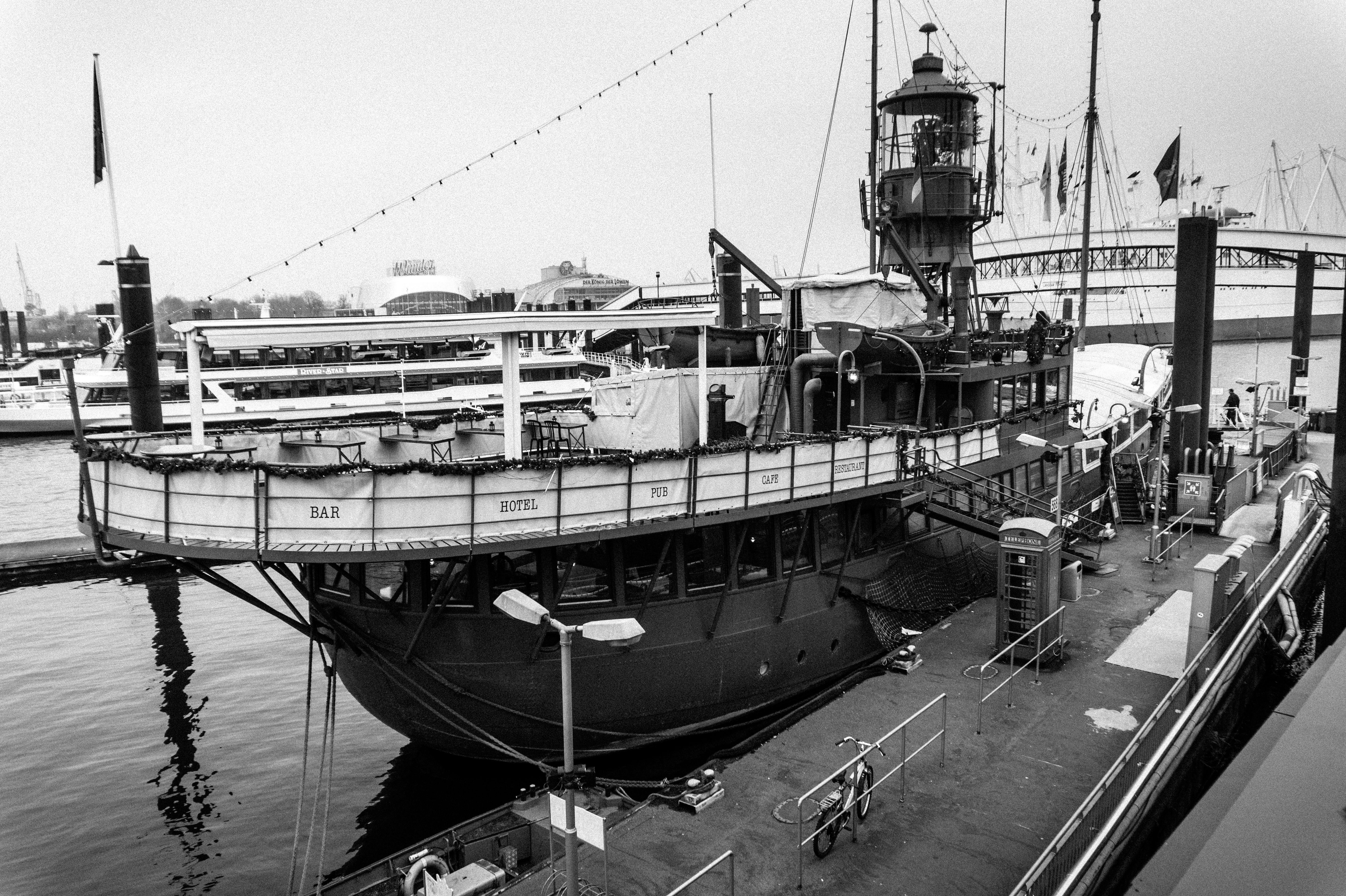
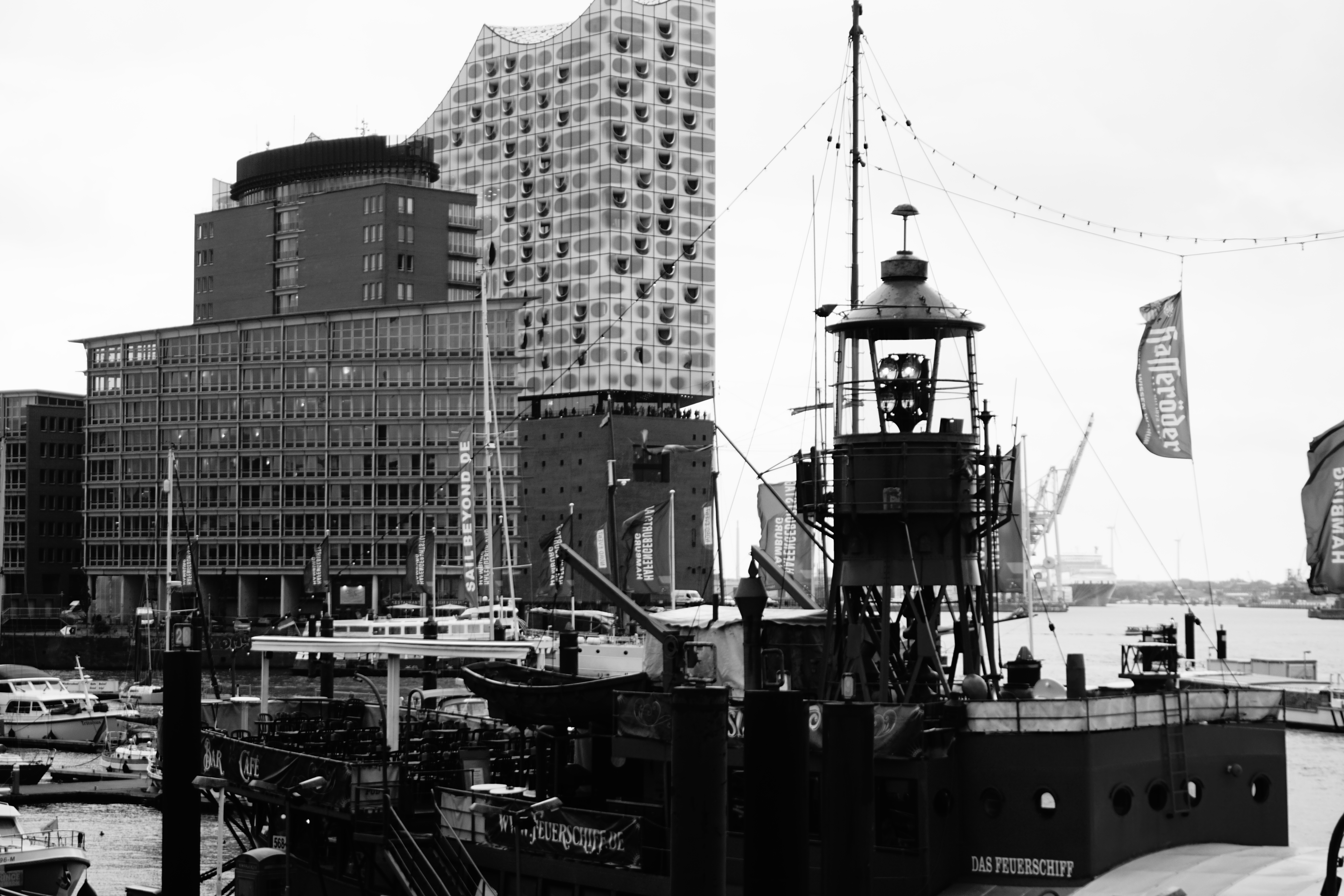
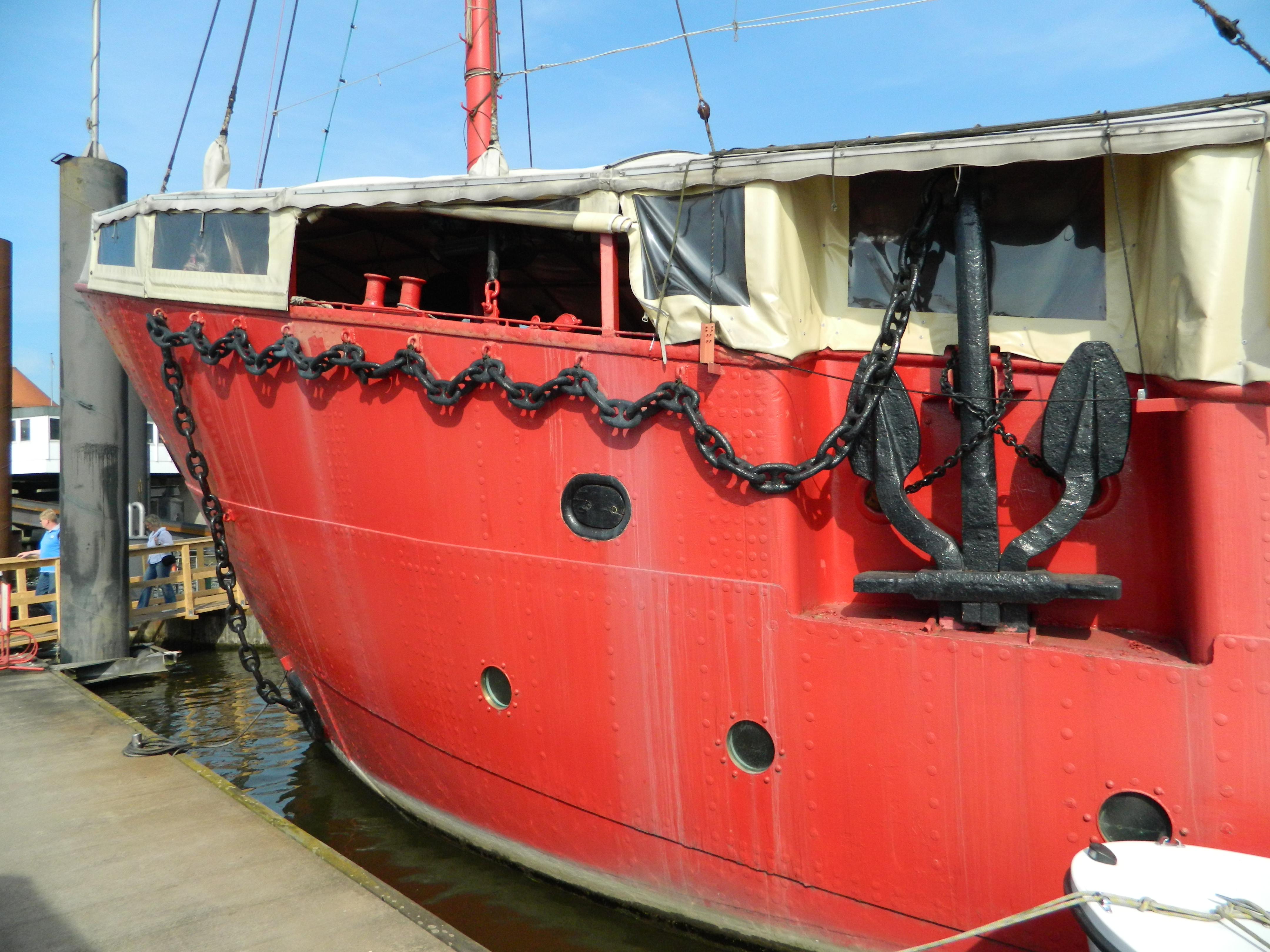
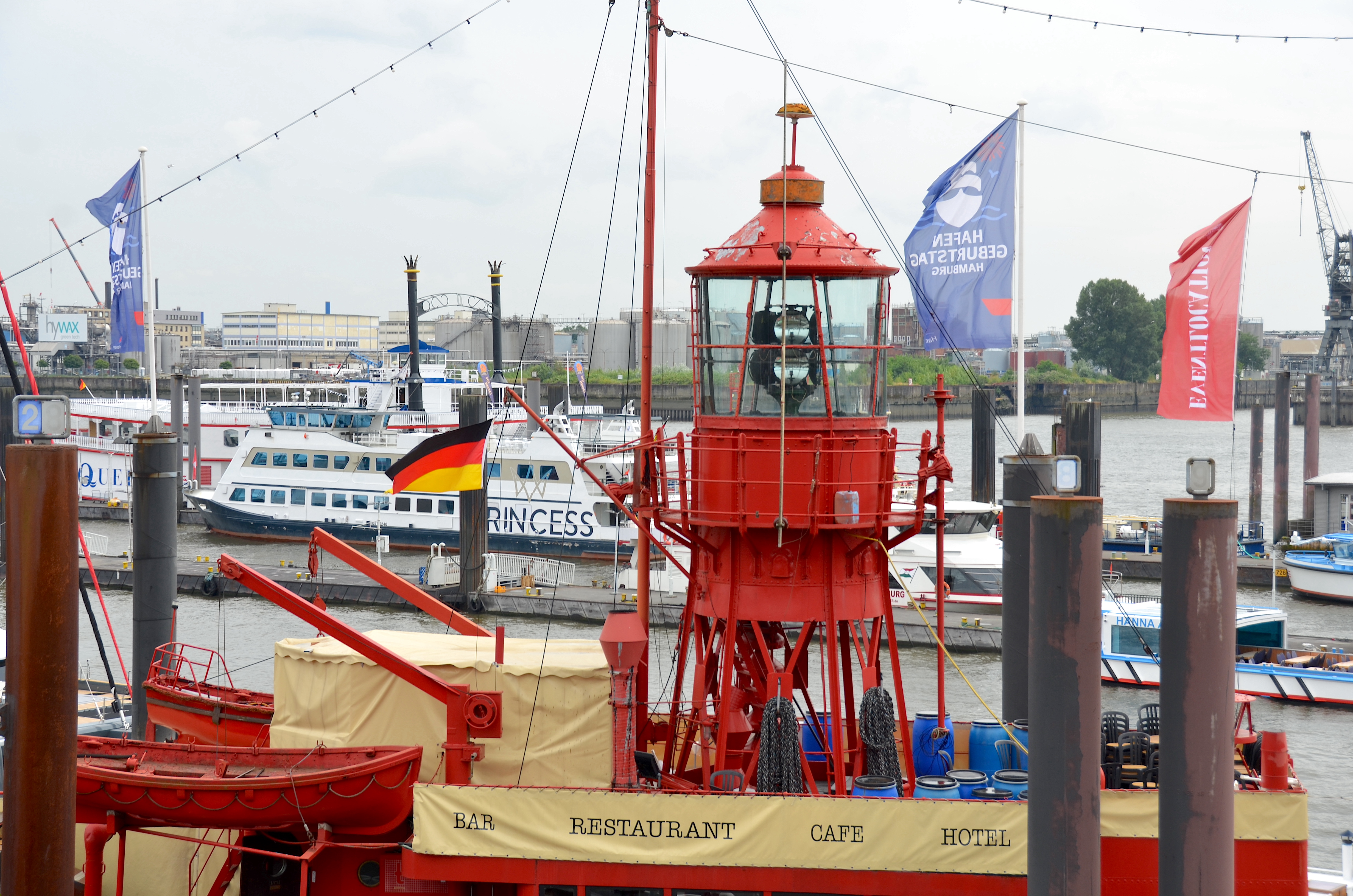
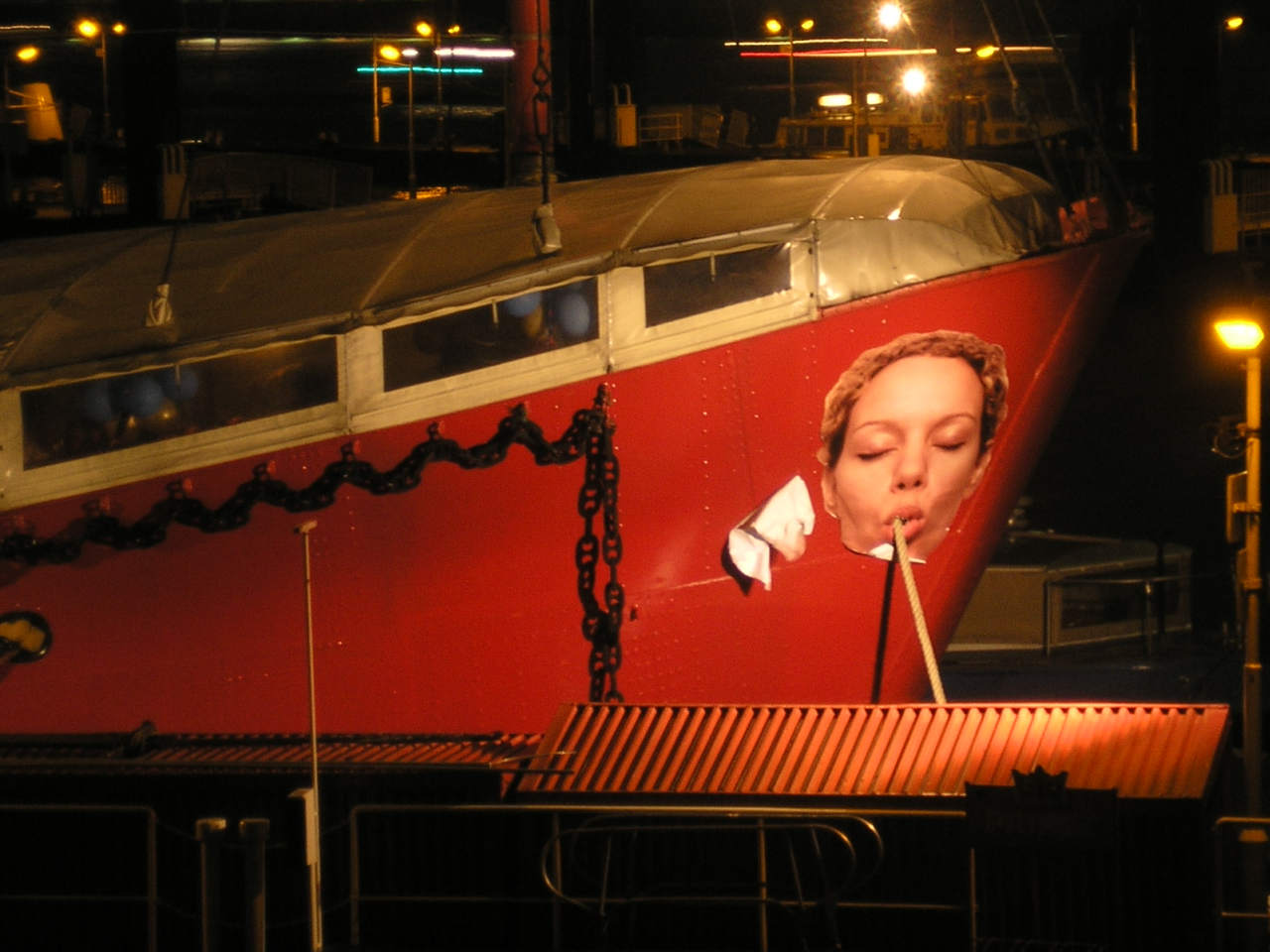